# ルーシー・アハリシュ
ルーシー・アハリシュ（Lucy Aharish、アラビア語: لوسي هريش, ヘブライ語: לוסי אהריש 1981年9月18日 - ）は、ブラッド・ピットが主演した映画『ワールド・ウォーZ』でパレスチナ人女性の役で登場した女優であり、 イスラエル-アラブニュースのパーソナリティである。

## 発言
- 2016年12月15日のシリアの都市アレッポがシリア政府軍により解放された際には、第二次世界大戦ナチスのホロコーストやダルフールやルワンダなどの過去のジェノサイド・大量虐殺の都市をあげて、アレッポで市民に対する大量虐殺が行われているとテレビを通じて反政府軍である自由シリア軍よりの偽情報・プロパガンダを流布した[2]